# Belfort (Stare Świerczyny)
Belfort – kolonia wsi Stare Świerczyny w Polsce położona w województwie kujawsko-pomorskim, w powiecie brodnickim, w gminie Bartniczka.
W latach 1975–1998 miejscowość administracyjnie należała do województwa toruńskiego.